# Schendyla carniolensis
Schendyla carniolensis är en mångfotingart som beskrevs av Karl Wilhelm Verhoeff 1902. Schendyla carniolensis ingår i släktet Schendyla och familjen småjordkrypare. Inga underarter finns listade i Catalogue of Life.